# Fascia dorsal de la main
Le fascia dorsal de la main palmaire (ou aponévrose dorsale de la main) est l'aponévrose qui recouvre les tendons extenseurs au niveau de la face dorsale de la main..

## Description
Le fascia dorsal de la main est mince et s'étend du bord latéral du premier métacarpien au bord médial du cinquième métacarpien.
Il est continu en haut avec le rétinaculum des muscles extenseurs de la main.
En bas, il se confond avec les tendons extenseurs.